# Anna Auvinen
Anna Auvinen, född 2 mars 1987 i Pieksämäki, är en finländsk fotbollsspelare som har representerart det finländska landslaget.
Auvinen har spelat för KMF, NiceFutis, FC Honka, HJK Helsingfors, Inter och Sampdoria.